# San Zeno Naviglio
San Zeno Naviglio – miejscowość i gmina we Włoszech, w regionie Lombardia, w prowincji Brescia.
Według danych na rok 2004 gminę zamieszkiwało 3446 osób, 574,3 os./km².